# Substância perigosa
Substâncias perigosas são substâncias químicas que tem um potencial perigo químico (riscos de radioatividade não se aplicam esta definição). Pode caracterizar substâncias puras (elementos e compostos químicos) ou preparações derivadas (misturas).
Todas as informações contidas neste artigo refere-se à legislação europeia sobre substâncias perigosas de acordo com a diretiva 67/548/CEE. Em 31 de dezembro de 2008 foi anunciado em jornal oficial o regulamento CE (CE) n. ° 1272/2008. O presente regulamento estabelece o GHS (Sistema Globalmente Harmonizado de Classificação e Rotulagem de Produtos Químicos) aplicáveis a nível europeu. Ele substitui a Diretriz de Substâncias Perigosas. Em junho 2015 ocorreu a substituição. A definição de material perigoso acima não mudou.
Os símbolos de perigo das substâncias ou preparações perigosas (também chamados de etiquetas de perigo) e indicam as frases de  risco e segurança. Como um potencial de risco adicional aplica-se à classificação conforme a CMR (cancerígenas, mutagênicas, tóxicas para a reprodução).

## Desambiguação
- Se materiais perigosos são transportados, trata-se de mercadorias perigosas. Os dois termos, substâncias perigosas e mercadorias perigosas não são idênticos. A identificação dos perigos são sobre os perigos envolvidos no uso de substâncias (em particular na sua produção, transformação e uso) informando que a rotulagem perigoso é direcionada para os riscos de transporte ( p.ex.: com informações para os bombeiros). Assim, nem todos os materiais estão sujeitos a cada uma das duas disposições. Além disso, o termo inclui substâncias perigosas, assim como todos os produtos (tais como munições, equipamentos, componentes e similares).

- Materiais perigosos e mercadorias perigosas são, em parte, funções designadas de segurança como substâncias perigosas no jargão das autoridades e organizações.[1][2][3]

- Materiais perigosos na acepção do regulamento de substâncias perigosas:

1. Substâncias e preparações (misturas) perigosas, que são marcados como mostra a visão geral e CMR (Cancerígenas, Mutagénicas e tóxicas para a Reprodução);
2. Substâncias, preparações e produtos (misturas) que são explosivas;
3. Substâncias, preparações e produtos (misturas) a partir das quais ocorrem durante a produção ou a utilização de substâncias de acordo com o número 1 ou 2 ou a serem liberadas;
4. Substâncias e preparações (misturas), que cumprem os critérios estabelecidos nos n.os 1 a 3, mas não por sua causa (devido à interações);
5. Características físico-químicas, toxicológicas e químicas ou a maneira como elas estão presentes no local de trabalho, ou uso, a saúde e a segurança dos trabalhadores podendo estar comprometida;
6. Todas as substâncias a que foi atribuído um limite de exposição ocupacional.